# Isenghien

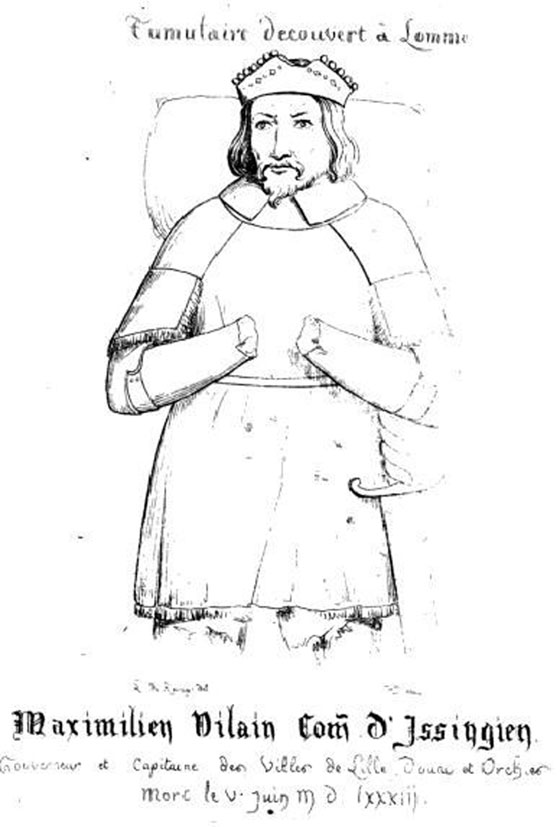
de graaf van Issingien

Isenghien was een adellijk huis in het graafschap Vlaanderen.  De naam verwijst wellicht naar Issegem, een gehucht bij Balegem in de gemeente Oosterzele ten zuiden van Gent. Issegem is tegenwoordig enkel nog een straatnaam. 
Het adellijke huis is enkel onder de Franse naam gekend omdat Maximiliaan Vilain, heer van Isenghien en een negental andere plaatsen in de wijde omgeving van Gent, zijn stamslot had in het Franstalige deel van Vlaanderen, in het plaatsje Lomme bij Rijsel. 
Het kasteel van Lomme uit de 15e eeuw - intussen volledig herbouwd - staat nog altijd bekend als het Kasteel van Isenghien. 